# Салуццьке маркграфство
Салуццьке маркграфство або Салуццький маркізат (лат. Marchionatus de Salutia) — історична італійська держава зі столицею в місті Салуццо, що існувала в 1142—1548 роках та розміщувалась на території сучасного італійського регіону П'ємонт, а також займало частину Французьких Альп. Маркграфство, на відміну від більшості ренесансних володінь в Італії, було спадщиною феодалізму Високого Середньовіччя.

## Територія
Салуццький маркізат займав частину сучасної провінції Кунео та столичного міста Турин, а часом і території, які зараз контролюються Францією. Головним ядром його земель була територія між річками Стура-ді-Демонте і По та Альпами. Родина дель Васто, яка правила Салуццо протягом усього періоду його існування, після низки вдалих шлюбів також володіла іншими територіями в Італії, але вони ніколи не були офіційно приєднані до маркізату.

## Правління Дель Васто
Дім Дель Васто прийшов до влади в Салуццо, коли маркграф Туринський Ульрік Манфред II надав Боніфацію дель Васто титул маркіза Салуццького. Його титул успадкував старший син Манфред і з цього моменту дель Васто спромоглись передавати титул своїм нащадкам як справжню сеньйорію.
Манфред II намагався розширити маркізат у боротьбі з Савойським домом. Проте після смерті Манфреда II його вдова Азалаїда була змушена сплачувати певну річну данину Савої. Посилаючись на прецедент сплати цієї данини, Савоя надалі обґрунтувала свої претензії на панування над маркізатом, що згодом призвело до неодноразових зіткнень за часів слабких маркізів.

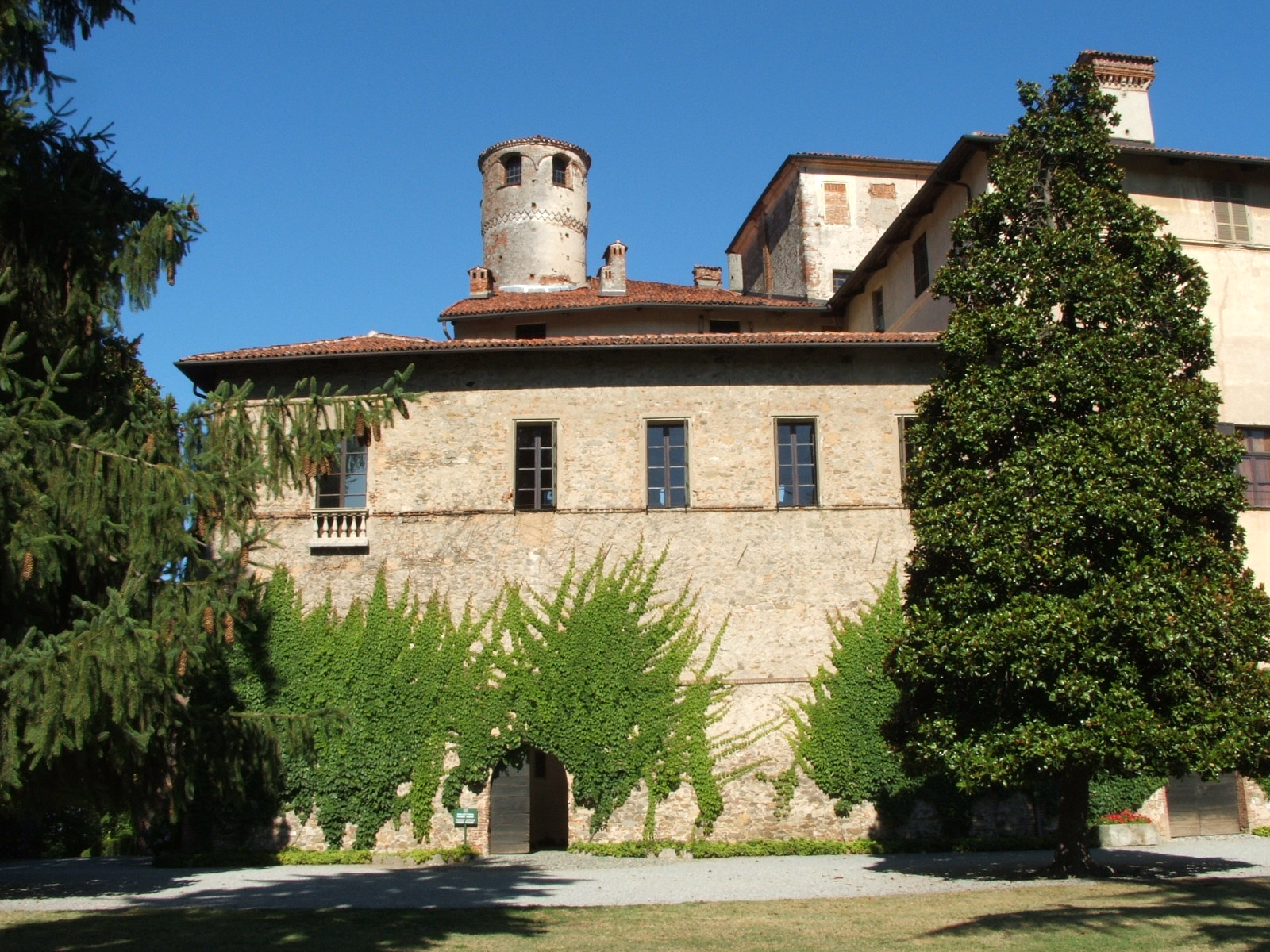
Кастелло делла-Манта, володіння сеньйорів Салуццо.

Маркізат, що часто потерпав від внутрішніх розбратів, досяг періоду найбільшого розквіту під час правління Людовіко I і Людовіко II у XV столітті. Людовіко I дотримувався політики нейтралітету під час Італійських війн, зміг діяти як посередник між протиборчими сторонами і мав гарні відносини як з імператором Священної Римської імперії, так і з королем Франції. Людовіко II натомість шукав слави на полі бою й неодноразово зазнавав поразок, що поклало початок занепаду маркізату. Однак під час свого правління він приділяв увагу розвитку торгівлі та побудував перший альпійський тунель Буко-ді-Візо, що сполучив шляхи з Салуццо до французьких Дофіне та Провансу.
Проте після смерті Людовика II його діти вели запеклу боротьбу за трон, розорюючи сільську місцевість і виснажуючи фінанси. Французький король, який давно поклав око на маркізат, офіційно анексував його після усунення останнього маркіза Габріеле в 1548 році
Салуццьке маркграфство було частиною Франції протягом пів століття, доки Савойське герцогство за Ліонським договором 1601 року не змогло заволодіти ним та зберегти з перервами контроль аж до об'єднання Італії за часів Рісорджименто.

## Маркграфи Салуццькі
- † 1084 Отто
- 1084—1130 Боніфаций
- 1130—1175 Манфред I.
- 1175—1215 Манфред II.
- † 1212 Боніфаций
- 1215—1244 Манфред III.
- 1244—1296 Томазо I.
- 1296—1340 Манфред IV.
- † 1336 Фредеріко I.
- 1340—1357 Томазо II.
- 1357—1391 Фредеріко II.
- 1391—1416 Томазо III.
- 1416—1475 Людовіко I.
- 1475—1504 Людовіко II (дружина Маргарита Фуаська)
- 1504—1513 опікунська влада
- 1504—1528 Антоніо Мікаело
- 1528—1529 Джованні Людовіко († 1563)
- 1529—1537 Франческо
- 1537—1543 Габріело († 1548)